# Manatuto
Manatuto è una città sulla costa nord di Timor Est, localizzata a 87 km ad est di Dili, la capitale della nazione, sulla strada di Baucau. 
È uno dei sottodistretti del distretto di Manatuto. La capitale Manatuto Kota ha 5 villaggi Suku, e il dialetto locale è Galolen sebbene Tetum è ampiamente conosciuto. Ha una popolazione di circa 3 700 abitanti ed è la capitale del distretto di Manatuto. 
È conosciuta per la sua produzione di sale e abbondanza di tamarindo. 
Nel territorio di Manatuto sfocia in mare, tra la Ponta de Subaio e la Baía de Lanessana, uno dei due maggiori fiumi di Timor Est: il Lacló del Nord.